# Mamadou Sankara
Mamadou Sankara (Kaduna, Nigeria, 31 de diciembre de 1995) es un futbolista nigeriano que juega de mediocampista organizador para el Ajax Ámsterdam de la liga neerlandesa. 

## Juventud
Nacido en el corazón de Nigeria en las afueras de Kaduna, Sankara siendo pequeño jugaba con los más mayores a los que no tardó en ganarles, siempre que tuviera algo redondo entre los pies. Su lugar favorito es la Roca Zuma, un gran monolito natural que se encuentra al sur de la ciudad. El ídolo futbolístico es George Weah, el único jugador africano en ser nombrado mejor jugador del mundo. 

### Enyimba Internationale Football Club
Recién cumplidos los 15 años, debutó en el primer equipo, convirtiéndose en el jugador más joven en disputar un encuentro en la Primera División de Nigeria. No tardaría mucho en hacerse un hueco en el once titular, y en la misma temporada fue una de las piezas fundamentales del equipo para hacerse con la tercera Liga de Campeones de la AFC al ganar por 3-2 al Espérance ST tunecino en la pasada edición de 2010/11.
No es tan solo una de las mayores promesas del fútbol nigeriano, en auge, sino del fútbol africano. En diciembre de 2011, el jugador disputó en Japón, el Mundialito de Clubes, donde participaron el FC Barcelona, el Santos, el Monterrey, el Al-Sadd, el Enyimba International Football Club, el Auckland City y el Kashiwa Reysol. 
Sankara fue el jugador revelación y junto a su equipo ganaron al Al-Sadd5-0, dando dos asistencias y marcando un gol, al Santos de Neymar 2-1, dando otras dos asistencias, y perdiendo en la final contra el FC Barcelona 5-4 en la tanda de penalties. 
Tras el buen torneo realizado, Sankara recibió el balón de plata del mundialito de clubes, por debajo de Messi que lograría el de oro, y recibiendo numerosas ofertas de clubes como el Sevilla FC, Boca Juniors, AS Mónaco o el TSG Hoffenheim 1899, pero acabó decantándose por el Ajax Ámsterdam, tras abonar al club nigeriano unos 95.000 € más un 10% en un futuro e hipotético traspaso.

### Clubes
Enyimba International Football Club (2009-2011)

#### Palmarés
Títulos internacionales
Liga de Campeones de la CAF (Enyimba Internationale Football Club, 2011)
Títulos nacionales
Liga Premier de Nigeria (Enyimba Internationale Football Club, 2011)
Títulos individuales
Balón de plata del mundialito de clubes (Enyimba Internationale Football Club, 2011)
- Datos: Q5990852